# Solenopsis tertialis
Solenopsis tertialis är en myrart som beskrevs av George Ettershank 1966. Solenopsis tertialis ingår i släktet eldmyror, och familjen myror. Inga underarter finns listade i Catalogue of Life.